# Parahancornia
Parahancornia é um género botânico pertencente à família Apocynaceae.

## Espécies
As seguintes espécies são atualmente reconhecidas sobre Parahancornia:
- Parahancornia amara (Markgr.) Monach. - Estado de Amazonas no Brasil
- Parahancornia fasciculata (Poir.) Benoist - Colômbia, Venezuela, 3 Guianas, N Brasil, Peru, Bolívia
- Parahancornia krukovii Monach. - Estado de Amazonas no Brasil
- Parahancornia negroensis Monach. - Estado de Amazonas no Brasil, Estado de Amazonas na Venezuela
- Parahancornia oblonga (Benth. ex Mull. Arg.) Monach.  - Bacia da Amazona
- Parahancornia peruviana Monach.  - Peru
- Parahancornia surrogata Zarucchi - Bacia da Amazona